# Şebnem Dönmez
Şebnem Dönmez (Salzgitter, Nyugat-Németország, 1974. május 17. –) török színésznő, televíziós műsorvezető, modell.

## Élete
Karrierje 1990-ben kezdődött, televíziós műsorvezetőként. Szerepelt több televíziós sorozatban, és a 2000-es évektől kezdve mozifilmek főszerepét is megkapta. Első komoly filmje a Kolay Para Kazanma Kılavuzu (A könnyű pénzszerzés útmutatója) című film volt 2002-ben. Emellett a színésznő a Live Earth törökországi képviselője.

## Filmjei
- Mumya Firarda (2002)
- Kolay Para Kazanma Kılavuzu (2002)
- Neredesin Firuze? (2004)
- The Net 2.0 (2006)
- Hacivat Karagöz Neden Öldürüldü? (2006)
- O Kadın (2007)
- Vali (2009)

## Televíziós sorozatai
- Aşkın Dağlarda Gezer (1999, Show TV)
- Eyvah Kızım Büyüdü (2000, Kanal D)
- Aslı ile Kerem (2002, Show TV)
- Ölümsüz Aşk (2003, ATV)
- Size Baba Diyebilir Miyim? (2004, Kanal D)
- Erkeksen Seyret (2006)
- Eşref Saati (Show TV)

## Műsorvezetőként
- Sabah Şekerleri (1996–1998, Kanal D, Star TV)
- Görevimiz Tehlike (1997–98, Star TV)
- Cumartesi Gecesi Ateşi (1998, Star TV)
- Herşeyi Bilmek Gerekmiyor (2007, Turkmax)
- Bak Kim Dansediyor (2007, Show TV)
- Laf Ebeleri (2008, Turkmax)